# Дубровський Кирило Олександрович
Дубровський Кирило Олександрович (нар. 12 листопада 1998) — український військовослужбовець, майор Національної Гвардії України, офіцер 12 бригади спеціального призначення «Азов». Кавалер ордена «За мужність» III ступеня, випускник Королівської військовій академії Сендгерст. Учасник російсько-української війни. 

## Життєпис
Дубровський Кирило родом із Закарпаття. Закінчив Національну академію сухопутних військ (2016—2021). У 2019 році був відряджений на навчання до Королівської академії Великобританії (грудень 2019 — грудень 2020), котра славиться такими відомими випускниками, як Вінстон Черчилль, Принц Вільям Уельський, Принц Гарі Уельський.
З підліткового віку, Кирило Дубровський був борцем за справедливість та мав активну громадську позицію. Під час Революції гідності, а згодом і анексії Криму, початку війни Росії проти України, ще бувши школярем, Кирило Дубровський зрозумів, що хоче пов'язати своє життя з військовою справою.
2021 році Американський Інститут Джорджа Вашингтона опублікували розлогу статтю, в якій журналіст Олексій Кузьменко писав про те, що Кирило Дубровський був учасником ультраправої організації Centuria.

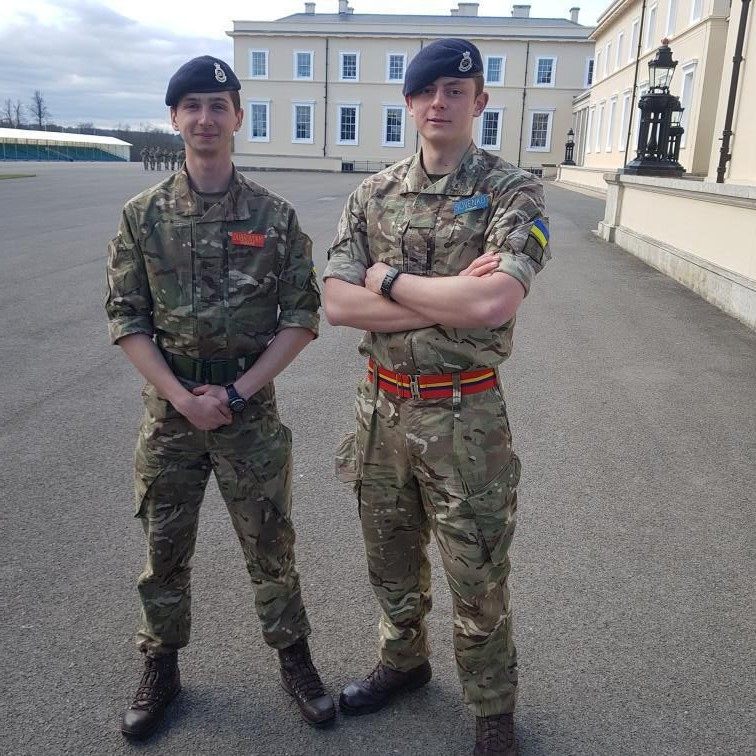
Кирило Дубровський та Антон Совенко, Королівська військова академія Сендгерст, 2021

## Сім'я
Кирило Дубровський походить з династії військових. Зокрема батько Кирила брав участь в українсько-російській війні, дядько в боях за Дебальцеве. Мама Кирила служить в Збройних Силах України.

## Російсько-українська війна
На початку повномасштабної війни Кирило Дубровський брав участь у боях за Павлопіль, Гнутове, Талаківку, Маріуполь, Кремінну.
6 грудня 2021 року почав виконувати завдання в зоні ООС в районі Павлополя (село Маріупольського району Донецької області України). З лютого по березень 2022 року, Кирило Дубровський командував взводом морської піхоти, тримаючи оборону Донеччини.

### Оборона Маріуполя (2022)

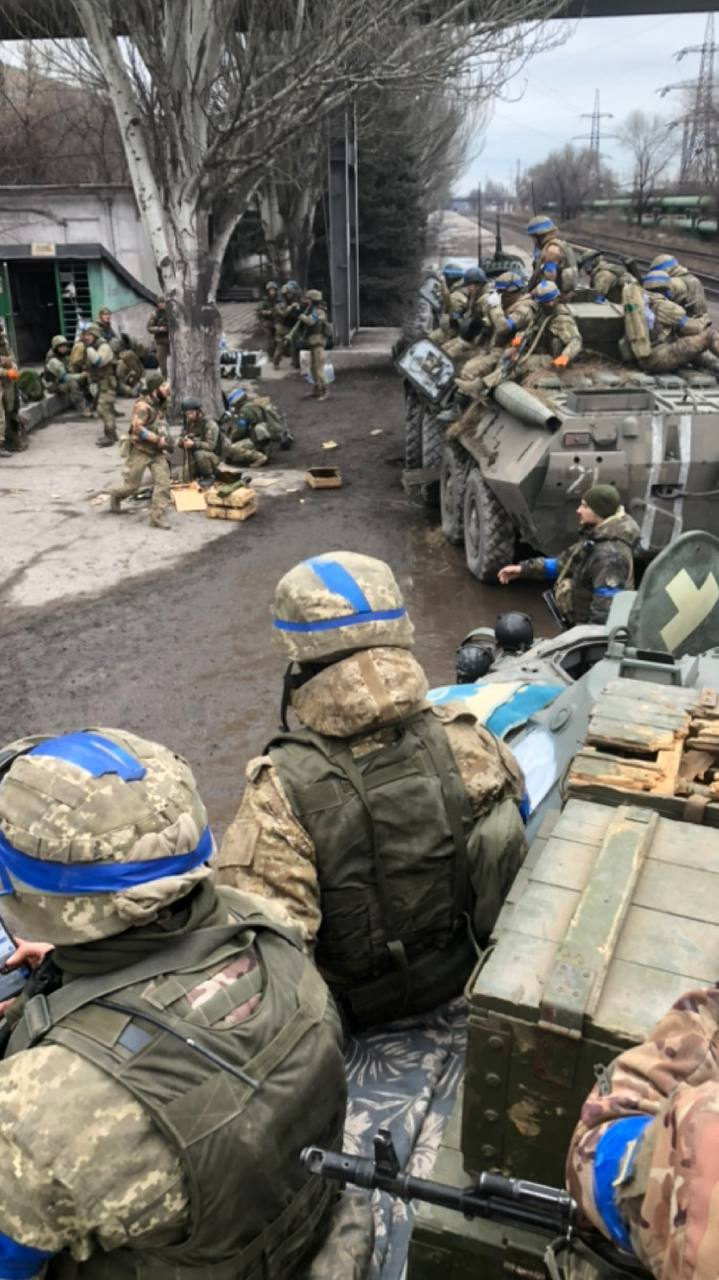
Бої за Маріуполь, 2022

24 лютого 2022 року, взвод морської піхоти під командуванням Кирила Дубровського перебував у Павлополі, пізніше передислокувавшись до села Гнутове. 28 лютого разом зі своїм взводом, Кирило Дубровський увійшов до Маріуполя, де зі своїм взводом зайняв оборону в районі Маріупольського металургійного комбінату імені Ілліча. В середині березня був передислокований в район Аглофабрики, де командував двома взводами. 
Вночі 11 квітня Кирило Дубровський отримав наказ виходити з оточення колоною техніки, з розпізнавальним знаками ворога. На питання «Чи буде «Азов» виходити з міста?», він отримав відповідь «Виходять всі. «Азов» виходить останнім». Підрозділ Кирила мав виходити з позицій коли сформується колона, але цього не сталося. Противник почувши гул техніки почав вести вогонь по оборонцях з артилерії, мінометів та РСЗО. На ранок 12 квітня Кирило Дубровський зв'язався з побратимами бригади «Азов», щоб отримати маршрут відступу до Азовсталі з метою об'єднання сили оборони, проте Старлінк за допомогою якого Кирило мав зв'язатись для отримання маршруту згодом заблокували, а вже на вечір Кирило отримав новий наказ - виходити пішки.
Вже в полоні він дізнався про те, що «Азов» чекав морпіхів на Азовсталі та не збирався виходити з оточення, а інформація яку командир взводу отримав від свого командування була хибною.
Знаю, що вони надіслали тоді маршрут і ходили по «Азовсталі» й чекали, щоб забрати мене. Пізніше у полоні я бачився з ними, вони були поранені. Але тоді командування вирішило йти на прорив і виходити з Маріуполя. Я не знав цього міста, орієнтувався погано. Можливо, було б більше шансів прорватись на територію заводу, аніж вирватись з Маріуполя, але я не знав, як пройти по місту й лишитись непоміченим.— 
13 квітня Кирило Дубровський разом з частиною взводу першого окремого батальйону морської піхоти почав вихід з оточеного Маріуполя. Їм вдалось вийти з міста та пройти кілька населених пунктів.
З 15 на 16 квітня зав'язався бій між групою Кирила та російськими розвідниками в ході якого троє побратимів Кирила загинули на місці, сам він отримав кульове поранення обличчя та спини.
16 квітня 2022 року Кирила Дубровського взяли в полон військовослужбовці армії Російської Федерації.

## Полон
Кирило Дубровський під час полону спершу перебував у місті Мангуш (Донецька область) а згодом російські окупанти перевезли його у лікарню Донецька. Після оборони Азовсталі, російські окупанти почали доставляти до Донецька азовців, котрі обороняли Маріупольський гарнізон.
Багато хлопців з «Азовсталі» були «важкі». Ними ніхто особливо не займався. Це був заклад, у якому скоріше не давали померти, аніж лікували. Тим, в кого рани починали гнити, могли колоти антибіотики. Там були хлопець з переломом руки, кістка зросталась неправильно. Був хлопець з розривом барабанних перетинок, він не чув на одне вухо зовсім, іншим — чув відсотків на 30. Лікар до нього не підходив.— 
Кирило Дубровський провів у полоні 2,5 місяці — з 15 квітня до червня. Був обміняний 29 червня 2022 року разом з іншими пораненими оборонцями Маріуполя.
Після звільнення з полону та лікування, Кирило Дубровський вступив до 12 бригади спеціального призначення «Азов».

## Нагороди
- ордена «За мужність» III ступеня (22 листопада 2022) — особисту мужність і самовіддані дії, виявлені у захисті державного суверенітету та територіальної цілісності України, вірність військовій присязі[7][8];
- медаль «Sandhurst Medal» (грудень 2020) — за успішне закінчення навчання у Королівській військовій академії Сендхерст;
- відзнака Міністерства оборони України «Вогнепальна  зброя» (травень 2024) – за визначні заслуги в забезпеченні обороноздатності України, зміцненні національної безпеки, бездоганну військову службу, зразкове виконання військового обовʼязку під час збройної агресії російської федерації проти України та виявлені при цьому високий професіоналізм, честь і доблесть.